# Ujazd (województwo dolnośląskie)
Ujazd – wieś w Polsce położona w województwie dolnośląskim, w powiecie milickim, w gminie Cieszków.

## Podział administracyjny
W latach 1975–1998 miejscowość należała administracyjnie do województwa wrocławskiego.